# Maat
Maat hay Ma'at (tiếng Ai Cập: m3ˤt) là một nữ thần trong thần thoại Ai Cập cổ đại. Bà là hiện thân của trật tự, công lý và chính nghĩa. Bà xuất hiện khi Ra nổi lên từ vùng nước nguyên thủy của Nun. Vì lẽ đó mà bà được coi là con gái của thần Ra.
Chồng của bà là Thoth, thần Mặt trăng, vị thần của văn bản và trí tuệ.

## Thần thoại
Ma'at có nhiệm vụ điều khiển những ngôi sao trên trời, thay đổi thời tiết và hành động của các vị thần và con người, thiết lập trật tự vũ trụ trong thuở sơ khai. Đối lập với thần Ma'at là Isfet, vị thần của sự bất công, hỗn loạn và điều ác.
Các lực lượng hỗn loạn luôn tồn tại và đe dọa đến trật tự của bà. Nếu không có Ma'at, thế giới sẽ bị nhấn chìm trong vùng biển của Nun, và sự hỗn loạn sẽ lên ngôi. Vì vậy, các pharaoh được mệnh danh là "Những người bảo vệ Ma'at".
Mỗi linh hồn đều phải tham gia xét xử tại Duat, cõi âm của Ai Cập, nơi có một gian phòng gọi là "Đại sảnh của sự thật". Tại đây sẽ có một cán cân lớn, một bên đặt chiếc lông vũ của Ma'at, bên kia đặt trái tim của người chết. Nếu quả tim nặng hơn chiếc lông vũ, thì người đó đã phạm nhiều tội lỗi, trái tim sẽ bị ăn bởi nữ thần Ammit. Còn trái tim nhẹ hơn, thì đó là trái tim của người xứng đáng và được tới Aaru - vùng đất mà thần Osiris cai quản. Tại phiên tòa này, Osiris sẽ là thẩm phán tối cao, ngoài ra sẽ có nhiều vị thần quan trọng cũng tham gia vào.
Khi một Pharaoh băng hà, Ma'at sẽ tạm thời biến mất và thế giới lại chìm trong sự hỗn mang, cho đến khi có sự lên ngôi của một vị Pharaoh mới.

## Ảnh hưởng
Người Ai Cập cổ đại luôn xây dựng luật pháp để đảm bảo cho Ma'at được cân bằng. Các thầy tư tế của bà luôn quan tâm tới các nhu cầu của vị nữ thần. Các pharaoh luôn đeo một bức tượng nhỏ của Ma'at bên mình như lời cam kết duy trì trật tự và công lý trong xã hội.
Hatshepsut lấy tên ngài là Ma'atkare (tức "Công lý là linh hồn của Ra"), thể hiện sự tôn kính với nữ thần. Nữ hoàng còn cho xây một ngôi đền nhỏ để thờ phụng Ma'at bên trong khu vực thờ thần Montu tại quần thể đền Karnak.

## Hình ảnh
- Chiếc lông vũ của Ma'at
- Một cảnh "cân tim" dưới địa ngục Duat
- Nữ thần Ammit - Kết hợp của ba con vật: cá sấu, sư tử, hà mã
- Đôi cánh của Maat